# Ice Forest
Ice Forest (アイスフォレスト?, Aisu Foresuto) è un manga scritto e disegnato da Chiho Saitō e serializzato sulla rivista Flowers di Shogakukan dal 2007 al 2012. La serie si compone di 12 volumetti tankōbon e un capitolo spin-off intitolato Ai wo Suru Tormanoff, sempre edito su Flowers.

## Trama
Yukino Suzu è una giovane pattinatrice che, a seguito di un infortunio, ha dovuto abbandonare il mondo dell'agonismo. Depressa di non poter continuare con la sua passione, si reca per un'ultima volta al palazzetto dello sport dove si allenava e che verrà presto demolito. 
Lasciandosi trasportare dai ricordi, prova alcune coreografie e qui viene notata dal capomastro della squadra ed ex pattinatore a sua volta, Itsuki (Ikki) Kouga, che le propone di riprendere a pattinare nella danza su ghiaccio, una disciplina meno impegnativa alla quale Yukino potrebbe dedicarsi anche dopo l'incidente.
La proposta di Kouga comprende anche di esibirsi in coppia con il mezzosangue nippo-canadese e giovane promessa della danza su ghiaccio Romain Guilbert che si è classificato 6° ai mondiali giovanili di danza sul ghiaccio.
In questo ambiente si intrecceranno le relazioni della protagonista con Romain e con Istuki.